# Serra de la Bruixa
La Serra de la Bruixa és una serra situada als municipis de Marçà i el Masroig al Priorat, amb una elevació màxima de 341,9 metres.
Les elevacions més significatives són el cim del Collroig i el Coll de la Falsetana, separats pel Coll del Faio.